# Tramonti
Tramonti is een gemeente aan de Amalfikust in de Italiaanse provincie Salerno (regio Campanië) in het zuiden van Italië en telt 4082 inwoners (31-12-2004). De oppervlakte bedraagt 24,7 km², de bevolkingsdichtheid is 164 inwoners per km².

## Bezienswaardigheden
- Cappella Rupestre, kerk uit eind 13de eeuw in het dorp Gete
- Chiesa dell'Ascensione, kerk met klokkentoren ook wel genoemd "Pumice"
- Chiesa di Sant'Elia, kerk in het dorp Sant'Elia
- Chiesa di San Giovanni, kerk in het dorp Polvica
- Chiesa di Pietro Apostolo, kerk in het dorp Figlino, het heeft een barok interieur
- Chiesa di Sant'Erasmo, kerk in het dorp Pucara. Herbouwd in 1412 en 1533.
- Castle of Santa Maria La Nova, kasteel gebouwd rond 1457 door Raymond Orsini, Prins van Salerno en overlord of the Duchy of Amalfi
- Convent of Saint Francis, gevonden in 1474 door Matthew D'Angelo di Tramonti Het klooster is recentelijk gerenoveerd
- Monastery of St. Joseph and St. Teresa, klooster

## Demografie
Tramonti telt ongeveer 1330 huishoudens. Het aantal inwoners steeg in de periode 1991-2001 met 0,4% volgens cijfers uit de tienjaarlijkse volkstellingen van ISTAT.
| Jaar | Inwoneraantal |
| ---- | ------------- |
| 1991 | 3918          |
| 2001 | 3935          |

## Geografie
De gemeente ligt op ongeveer 321 m boven zeeniveau. Het ligt in het berggebied achter de kust.
Tramonti grenst aan de volgende gemeenten: Cava de' Tirreni, Corbara, Lettere (NA), Maiori, Nocera Inferiore, Nocera Superiore, Pagani, Ravello, Sant'Egidio del Monte Albino.

## Verkeer en vervoer
Tramonti is bereikbaar vanaf Napels via de A3 en de SP 2a. De dichtstbijzijnde luchthavens zijn de luchthaven Salerno Costa d'Amalfi in Salerno en de Luchthaven Napels in Napels.

## Galerij

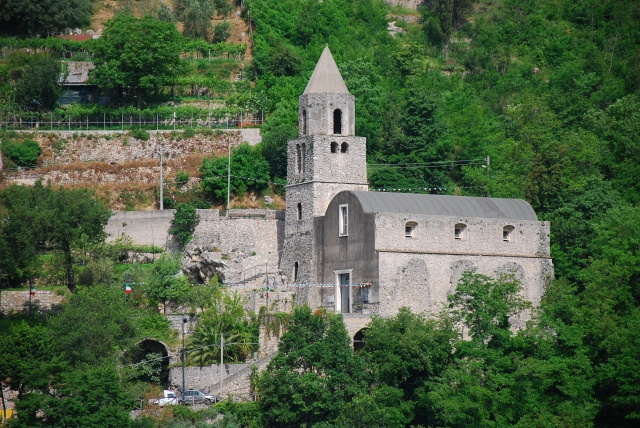
Chiesa dell'Ascensione in Paterno Sant'Arcangelo

Acerno · Agropoli · Albanella · Alfano · Altavilla Silentina · Amalfi · Angri · Aquara · Ascea · Atena Lucana · Atrani · Auletta · Baronissi · Battipaglia · Bellizzi · Bellosguardo · Bracigliano · Buccino · Buonabitacolo · Caggiano · Calvanico · Camerota · Campagna · Campora · Cannalonga · Capaccio · Casal Velino · Casalbuono · Casaletto Spartano · Caselle in Pittari · Castel San Giorgio · Castel San Lorenzo · Castelcivita · Castellabate · Castelnuovo Cilento · Castelnuovo di Conza · Castiglione del Genovesi · Cava de' Tirreni · Celle di Bulgheria · Centola · Ceraso · Cetara · Cicerale · Colliano · Conca dei Marini · Controne · Contursi Terme · Corbara · Corleto Monforte · Cuccaro Vetere · Eboli · Felitto · Fisciano · Furore · Futani · Giffoni Sei Casali · Giffoni Valle Piana · Gioi · Giungano · Ispani · Laureana Cilento · Laurino · Laurito · Laviano · Lustra · Magliano Vetere · Maiori · Mercato San Severino · Minori · Moio della Civitella · Montano Antilia · Monte San Giacomo · Montecorice · Montecorvino Pugliano · Montecorvino Rovella · Monteforte Cilento · Montesano sulla Marcellana · Morigerati · Nocera Inferiore · Nocera Superiore · Novi Velia · Ogliastro Cilento · Olevano sul Tusciano · Oliveto Citra · Omignano · Orria · Ottati · Padula · Pagani · Palomonte · Pellezzano · Perdifumo · Perito · Pertosa · Petina · Piaggine · Pisciotta · Polla · Pollica · Pontecagnano Faiano · Positano · Postiglione · Praiano · Prignano Cilento · Ravello · Ricigliano · Roccadaspide · Roccagloriosa · Roccapiemonte · Rofrano · Romagnano al Monte · Roscigno · Rutino · Sacco · Sala Consilina · Salento · Salerno · Salvitelle · San Cipriano Picentino · San Giovanni a Piro · San Gregorio Magno · San Mango Piemonte · San Marzano sul Sarno · San Mauro Cilento · San Mauro la Bruca · San Pietro al Tanagro · San Rufo · San Valentino Torio · Sant'Angelo a Fasanella · Sant'Arsenio · Sant'Egidio del Monte Albino · Santa Marina · Santomenna · Sanza · Sapri · Sarno · Sassano · Scafati · Scala · Serramezzana · Serre · Sessa Cilento · Siano · Sicignano degli Alburni · Stella Cilento · Stio · Teggiano · Torchiara · Torraca · Torre Orsaia · Tortorella · Tramonti · Trentinara · Valle dell'Angelo · Vallo della Lucania · Valva · Vibonati · Vietri sul Mare